# Vatnik

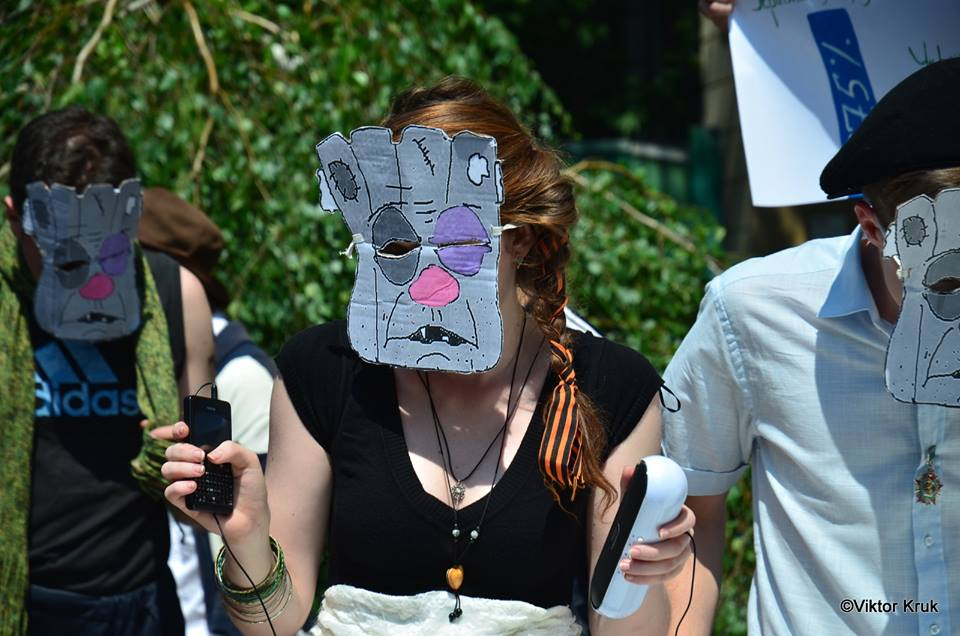
Aktivister i Ukraina använder bilden av "Vatnik" i kampanjen "Bojkotta ryska filmer".

Vatnik (ryska: ватник) är ett politisk pejorativ som används i Ryssland och andra postsovjetiska stater för chauvinistiska anhängare av propaganda från den ryska regeringen.
Användningen av ordet kommer från ett internetmeme som först spreds av Anton Chadskiy på Vkontakte 2011, och senare användes i Ryssland, Ukraina och andra postsovjetiska stater. Dess betydelse hänvisar till den ursprungliga tecknade filmen, som föreställer en karaktär gjord av materialet i en vadderad bomullsjacka och bär ett blåöga. 
Ordet används för att förringa någon som blint torgför uttalanden och åsikter från rysk statlig media och ryska webbrigader (internettroll).  Namnet "Vatnik" kommer från bomullsjackan Telogreika som Chadskiys seriefigur är gjord av.